# Bétszaida
Bétszaida vagy Betsaida (Görögül: Βηθσαΐδά bēthsaidá;, a héber/arámi בית צידה béth-cajdá "a halászat háza" szóösszetételből) az Újtestamentumban említett helynév. Kafarnaum közeli halásztelepülés volt a Kineret-tó északi szélén. A zsidó-római háborúban pusztult el.

## A Bibliában
Innen származott Fülöp, András, Péter és valószínűleg Jakab és János is. Jézus meggyógyított itt egy vakot.

## Fordítás
Ez a szócikk részben vagy egészben  a   Bethsaida című angol Wikipédia-szócikk fordításán alapul.  Az eredeti cikk szerkesztőit annak laptörténete sorolja fel. Ez a jelzés csupán a megfogalmazás eredetét és a szerzői jogokat jelzi, nem szolgál a cikkben szereplő információk forrásmegjelöléseként.